# Mouraria de Moura
A Mouraria de Moura, no Alentejo, é um bairro antigo localizado na freguesia de Moura (Santo Agostinho e São João Baptista) e Santo Amador, na cidade e no município de Moura, em Portugal.
Encontra-se classificada como Imóvel de Interesse Público desde 1993.

## História
É a mouraria mais antiga da Península Ibérica, tendo sido erguida pelos mouros numa zona que fica nas imediações do Castelo de Moura e no centro da cidade.
Há quem defenda que após a morte da princesa Saluquia, que os cristãos expulsaram os Mouros e estes se refugiaram ali. Sendo assim a Mouraria é a zona mais antiga da cidade de Moura. Neste mesmo bairro, existe um pequeno museu, A Casa Dos Poços, onde existem três poços arabes, contando toda a sua história.
Com o tempo as ruas começaram a ficar degradadas e escuras, então a autarquia de Moura em 2013 iniciou as obras de restauro das ruas, com novas calçadas e nova iluminação. Quando as obras se concluiram a autarquia teve a brilhante ideia de colocar vasos com flores floridas e bonitas pelas ruas do bairro, sendo então um bairro tradicionalmente português.